# Lars Vikan Rise
Lars Vikan Rise (né le 23 novembre 1988) est un athlète norvégien, spécialiste des épreuves combinées.

## Biographie
Étudiant aux États-Unis, il a réalisé 7 776 points à Fayetteville, le 11 juin 2009, puis le 14 mai 2011, 7 808 points à Norman (Oklahoma). Le 30 avril 2016, il remporte le décathlon de la 29e édition du Multistars, trophée Zerneri Acciai, étape du Challenge IAAF d'épreuves multiples, qui se déroule dans le stade Luigi-Ridolfi, à Florence, avec 7 868 points.

## Palmarès
| Date | Compétition             | Lieu    | Résultat | Épreuve          | Points    |
| ---- | ----------------------- | ------- | -------- | ---------------- | --------- |
| 2010 | Championnats de Norvège | Sandnes | 1er      | Saut en longueur | 7,35 m    |
| 2013 | Championnats de Norvège | Oslo    | 1er      | Décathlon        | 7 608 pts |

| Date | Compétition                    | Lieu      | Résultat | Épreuve   | Points    |
| ---- | ------------------------------ | --------- | -------- | --------- | --------- |
| 2005 | Championnats du monde jeunesse | Marrakech | 8e       | Octathlon | 5 927 pts |
| 2007 | Championnats d'Europe juniors  | Hengelo   | 12e      | Décathlon | 7 246 pts |
| 2009 | Championnats d'Europe espoirs  | Kaunas    | -        | Décathlon | DNF       |
| 2010 | Championnats d'Europe          | Barcelone | 15e      | Décathlon | 7 714 pts |
| 2013 | Universiade                    | Kazan     | 4e       | Décathlon | 7 531 pts |
| 2014 | Championnats d'Europe          | Zurich    | 15e      | Décathlon | 7 839 pts |
| 2016 | Championnats d'Europe          | Amsterdam | -        | Décathlon | DNF       |

## Records
| Épreuve           | Performance   | Lieu          | Date            |
| ----------------- | ------------- | ------------- | --------------- |
| 100 m             | 11 s 16       | Des Moines    | 8 juin 2011     |
| Saut en longueur  | 7,33 m        | Lubbock       | 15 mai 2009     |
| Lancer du poids   | 16,26 m       | Lubbock       | 15 mai 2009     |
| Saut en hauteur   | 2,07 m        | Ribeira Brava | 5 juillet 2014  |
| 400 m             | 49 s 77       | Des Moines    | 8 juin 2011     |
| 110 m haies       | 15 s 02       | Lubbock       | 16 mai 2009     |
| Lancer du disque  | 46,25 m       | Norman        | 14 mai 2011     |
| Saut à la perche  | 4,70 m        | Columbia      | 15 mai 2010     |
| Lancer du javelot | 71,71 m       | Barcelone     | 29 juillet 2010 |
| 1 500 m           | 4 min 31 s 23 | Des Moines    | 10 juin 2011    |
| Décathlon         | 7 942 points  | Des Moines    | 10 juin 2011    |

| Épreuve          | Performance   | Lieu            | Date            |
| ---------------- | ------------- | --------------- | --------------- |
| 60 m             | 7 s 20        | College Station | 11 mars 2011    |
| Saut en longueur | 7,31 m        | College Station | 27 février 2009 |
| Lancer du poids  | 16,62 m       | Lincoln         | 22 janvier 2011 |
| Saut en hauteur  | 2,02 m        | Sandnes         | 10 janvier 2015 |
| 60 mètres haies  | 8 s 32        | College Station | 12 mars 2011    |
| Saut à la perche | 4,70 m        | Fayetteville    | 13 mars 2010    |
| 1 000 m          | 2 min 40 s 92 | College Station | 12 mars 2011    |
| Heptathlon       | 5 902 pts     | College Station | 12 mars 2011    |